# Johan Jacob Ehrensvärd
Johan Jacob Ehrensvärd, före adlandet Schæffer, född 11 maj 1666 i Åbo, död 6 oktober 1731 på Marstrand, var en svensk militär. Han var far till Augustin Ehrensvärd, Carl Ehrensvärd och överhovmästarinnan Anna Maria, gift Hjärne.
Ehrensvärd påbörjade sin militära karriär 1685 som hantlangare i svenska arméns artilleri och hade år 1700 blivit befordrad till adjutant. Han deltog i Karl XII:s ryska fälttåg, tillfångatogs 1709 i slaget vid Poltava men lyckades ta sig hem och deltog som kapten i slaget vid Helsingborg 1710. 1712 blev han major och utmärkte sig som artilleribefälhavare under Wismars belägring; 1715 blev han överstelöjtnant och deltog 1718 i norska fälttåget. 1719 blev han överste och kommendant på Karlstens fästning. Han adlades 1717 med namnet Ehrensvärd. Ehrensvärd var en mångsidigt bildad officer och har efterlämnat dagböcker, som han själv illustrerat.